# Université préfectorale d'Okayama
L'Université préfectorale d'Okayama (岡山県立大学, Okayama kenritsu daigaku) est une université publique du Japon située dans la ville de Sōja dans la préfecture d'Okayama.